# Libkova Voda (zámek)
Zámek Libkova Voda stojí na okraji obce Libkova Voda, asi 5 km na jihozápad od Pelhřimova. Od roku 1963 je chráněn jako kulturní památka.

## Historie
Zámku měla údajně předcházet tvrz, ovšem toto tvrzení nemá podporu v žádném z dochovaných dobových pramenů. O tvrzi se nezmiňuje ani odborná literatura (neuvádí ji August Sedláček ani např. kolektiv autorů československé akademie v publikaci Hrady, zámky a tvrze – díl jižní Čechy). Kdo a kdy zámek založil, není známo. Prvními možnými zakladateli se jeví Leskovcové z Leskovce (Arnošt Leskovec a po roce 1621 Albrecht Šebestián Leskovec), kteří sídlili na Horní Cerekvi a Libkovu Vodu vlastnili na přelomu 16. a 17. století. Problém je, že zejména Albrecht Šebestián měl finanční problémy, takže je nepravděpodobné, že by zámek postavil. V dalších letech se majitelé často střídali – vlastnili ji různí církevní hodnostáři jako např. Ferdinand Leopold Beno z Martinic či Arnošt August Khünburg. Teprve v první čtvrtině 18. století se objevuje druhý možný zakladatel zámku, Maxmilián Regal, čemuž by napovídal i sloh, ve kterém byl vystavěn. V rodu Regalů zůstal zámek až do roku 1802. V roce 1841 zde u tehdejšího majitele Leopolda Srnky pobýval Bedřich Smetana. Roku 1851 zámek odkoupil svobodný pán Karel Komers von Lindenbach. V rodu Komersů zůstal do roku 1902, kdy jej získal Franz Humal. V následujících letech docházelo k častému střídání majitelů. V roce 1936 jej zakoupil Eduard Slavík, jenž o něj přišel zestátněním v roce 1949. Následně jej vlastnil Státní statek Pelhřimov, dnes je opět v soukromém vlastnictví.

## Současnost
Majitelem zámku byla společnost Bohemen Vastgoed. V letech 1996-1998 prošel objekt kompletní rekonstrukcí. V roce 2013 se firma pokusila v obci vybudovat bioplynovou stanici, ale narazila na odpor místních obyvatel. od dubna byl zámek nabízen k prodeji. Jelikož se však neprodal, byl na konci října umístěn do dražby. Realitní kancelář Naxos Brno ji nabízela za vyvolávací cenu 55 milionů Kč. V současné době je ve vlastnictví soukromé osoby.

## Dostupnost
Okolo zámku prochází žlutě značená turistická trasa od Čelistné na Ondřejov. Do obce vede trojice silniček, které ji spojují s Myslotínem, Božejovem a Ústrašínem.